# 10316 Williamturner
A 10316 Williamturner (ideiglenes jelöléssel 1990 SF9) a Naprendszer kisbolygóövében található aszteroida. Eric Walter Elst fedezte fel 1990. szeptember 22-én.